# Talbot (cràter)
Talbot és un petit cràter d'impacte de la Lluna situat a la Mare Smythii, prop del terminador aquest. Es troba entre un parell de grans formacions, els cràters inundats de lava Runge a l'oest i Haldane a l'oest-nord-oest.

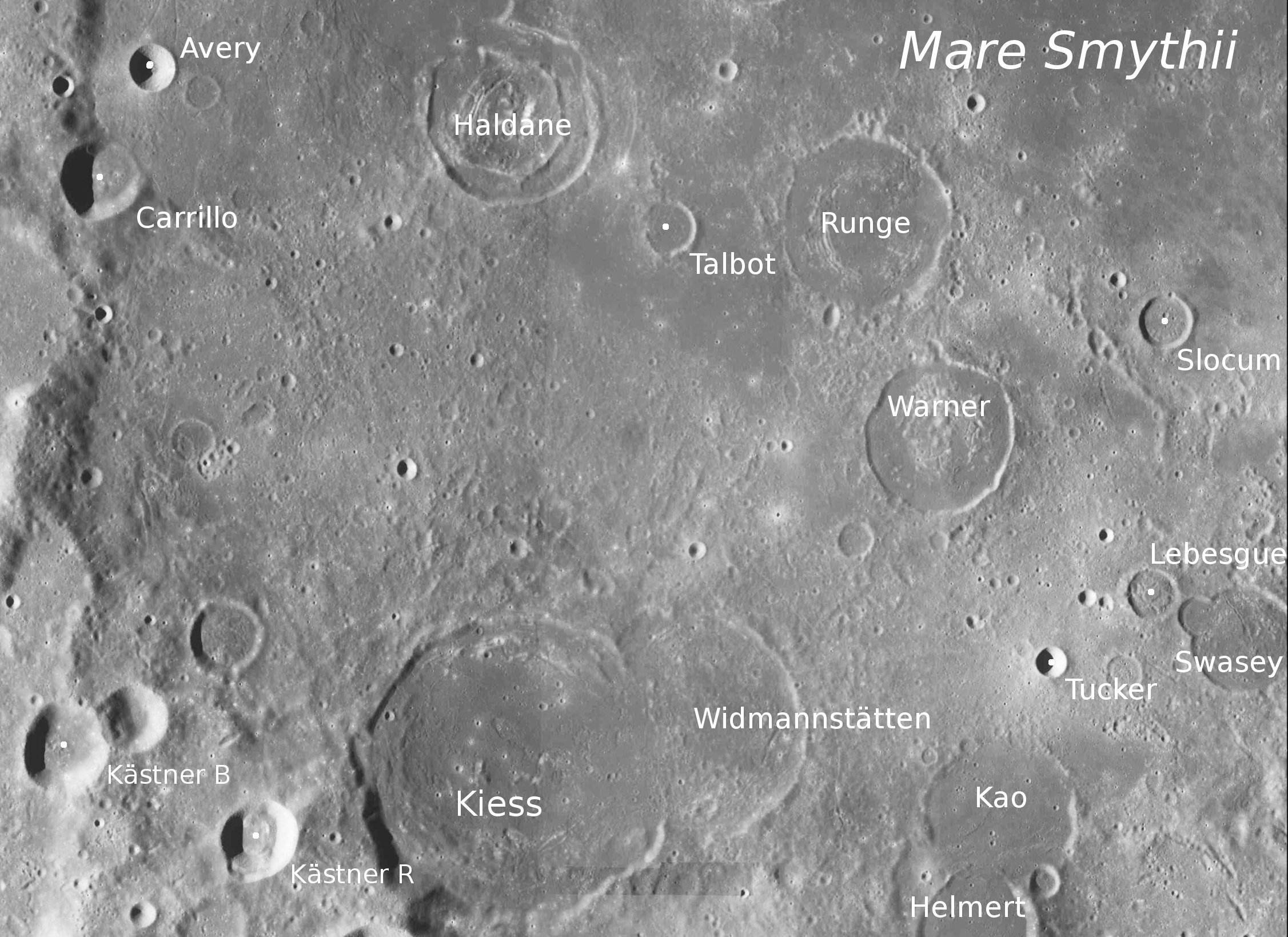
Localització de Talbot (centre de la meitat superior de la imatge)
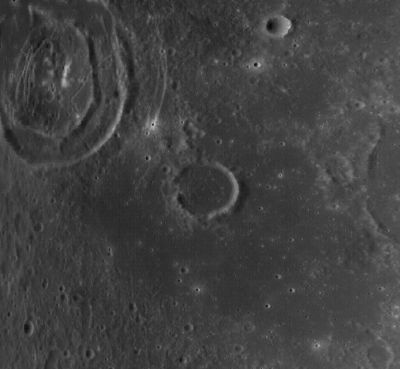
Fotografia de la missió Lunar Reconnaissance Orbiter

El cràter està completament envoltat per la fosca mar lunar. És un impacte circular en forma de bol, amb un sòl interior gairebé sense trets distintius. La vora exterior té una albedo lleugerament més alta que el terreny circumdant, però el sòl és tan fosc com la mar.